# 광주광역시 종합건설본부
광주광역시 종합건설본부는 광주광역시가 직접 시행하는 건설사업 및 건축물 건립공사, 건설자재의 시험과 교량 등 도로시설물에 대한 안전진단 및 관리를 위하여 광주광역시청 산하에 설치한 사업소이다.
종합건설본부장은 지방부이사관으로 보한다.

## 연혁
- 1988년 1월 1일: 광주직할시 도로관리사업소 설치
- 1993년 8월 31일: 광주직할시 건설관리본부로 변경
- 1995년 1월 1일: 광주광역시 건설관리본부로 변경
- 1997년 8월 1일: 광주광역시 건설안전관리본부로 변경
- 1998년 9월 3일: 광주광역시 건설관리본부로 변경
- 2008년 1월 10일: 광주광역시 종합건설본부로 변경

## 조직
본부장
- 총무부
- 토목부
- 건축설비부
- 품질시험과